# Moe Higa
Moe Higa (en japonés: 比嘉 もえ, Higa Moe; 15 de septiembre de 2007) es una deportista japonesa que compite en natación sincronizada. Ganó nueve medallas en el Campeonato Mundial de Natación entre los años 2022 y 2025.

## Palmarés internacional
| Campeonato Mundial | Campeonato Mundial  | Campeonato Mundial | Campeonato Mundial |
| Año                | Lugar               | Medalla            | Prueba             |
| ------------------ | ------------------- | ------------------ | ------------------ |
| 2022               | Budapest (Hungría)  | Medalla de plata   | Equipo técnico     |
| 2022               | Budapest (Hungría)  | Medalla de plata   | Combinación libre  |
| 2022               | Budapest (Hungría)  | Medalla de bronce  | Equipo libre       |
| 2023               | Fukuoka (Japón)     | Medalla de oro     | Dúo técnico        |
| 2023               | Fukuoka (Japón)     | Medalla de plata   | Equipo libre       |
| 2023               | Fukuoka (Japón)     | Medalla de bronce  | Dúo libre          |
| 2024               | Doha (Catar)        | Medalla de plata   | Equipo libre       |
| 2024               | Doha (Catar)        | Medalla de bronce  | Equipo técnico     |
| 2025               | Singapur (Singapur) | Medalla de plata   | Equipo libre       |